# Leus ramuli
Leus ramuli – gatunek chrząszcza z rodziny kózkowatych i podrodziny zgrzypikowych. Jedyny przedstawiciel rodzaju Leus.

## Zasięg występowania
Gatunek ten występuje w Ameryce Południowej oraz na Małych Antylach, notowany w Boliwii, Brazylii (stany Mato Grosso i Amazonas, Peru Ekwadorze oraz na Trynidadzie i Tobago.